# Junkrzy

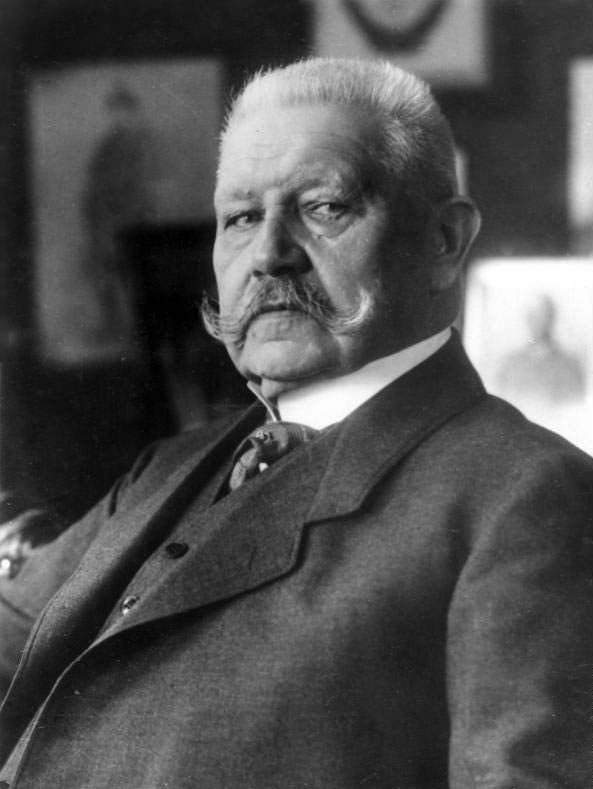
Prezydent Niemiec Paul von Hindenburg był przedstawicielem rodziny zamożnych pruskich posiadaczy ziemskich.

Junkrzy – właściciele dużych obszarów ziemi w Prusach, Meklemburgii i Holsztynie. W ich rękach znajdowały się ogromne majątki (w szczególności na wschodzie Prus), postrzegani jako przeciwnicy liberalizmu. Postępująca industrializacja wpłynęła na ograniczenia ich wpływów i pozycji w państwie.
Jako warstwa przestali istnieć po II wojnie światowej.